# Kenji Goto
Kenji Goto (jap. 後藤 健二 Goto Kenji; ur. 23 października 1967 w Sendai, zm. 30 stycznia 2015 w pobliżu Ar-Rakka) – japoński niezależny dziennikarz. W październiku 2014 roku udał się do Syrii, aby uwolnić swojego rodaka biznesmena Harunę Yukawę, ale został schwytany przez bojowników Państwa Islamskiego, przetrzymywany jako zakładnik i zabity 30 stycznia 2015 roku.

## Biografia
Goto urodził się 23 października 1967 r. w mieście Sendai w prefekturze Miyagi w Japonii, ukończył studia na tokijskim Uniwersytecie Hosei w 1991 r. i pracował dla firmy zajmującej się produkcją medialną, zanim w 1996 r. założył Independent Press. Pracował również dla agencji ONZ, w tym UNICEF i Agencji ONZ ds. Uchodźców.
Goto nawrócił się na chrześcijaństwo w 1997 roku i był członkiem parafii Zjednoczonego Kościoła Chrystusa w Denenchofu w Tokio.
W 2006 r. zdobył nagrodę Sankei za książkę dla dzieci „Daiyamondo yori Heiwa ga Hoshii” (Pragnę pokoju bardziej niż diamentów) wydaną w 2005 roku, w której przeprowadzono wywiady z dziećmi z obszarów objętych konfliktem.

## Życie prywatne
W październiku 2014 roku żona Goto, Rinko Jogo, urodziła drugie dziecko pary. Goto miał również starszą córkę z poprzedniego małżeństwa.

## Porwanie i ścięcie
Pomimo wielokrotnych ostrzeżeń ze strony japońskiego rządu, Goto udał się do Syrii w październiku 2014 roku w celu uwolnienia swojego rodaka Haruny Yukawy, którego spotkał tam w kwietniu 2014 roku. Jednak podobnie jak w przypadku Haruny stał się jeńcem. Pierwsze wideo, opublikowane 20 stycznia 2015 r., pokazywało dwóch Japończyków razem i IS żądających 200 milionów dolarów okupu i grożących zabiciem zakładników. 24 stycznia opublikowano kolejne wideo pokazujące Goto trzymającego zdjęcie zdekapitowanego Yukawy.
Następnie w wiadomości audio z 29 stycznia IS zażądało wymiany Goto na terrorystkę Sadżide ar-Riszawi, która była więziona w Jordanii. Rząd Jordanii powiedział, że spełni to żądanie tylko wtedy, gdy pilot myśliwca Muath al-Kasasbeh zostanie uwolniony w tym samym czasie. 31 stycznia opublikowano wideo pokazujące ścięcie Goto przez kata Państwa Islamskiego Jihadi Johna. Sam akt nie został pokazany, ale na końcu pokazano ścięte ciało. Później okazało się, że al-Kasasbeh już wtedy nie żył. Wideo z egzekucji zostało opublikowane 3 lutego 2015 r., a jordańska rodzina królewska zarządziła egzekucję ar-Riszawi następnego dnia.